# Phrynotettix robertsi
Phrynotettix robertsi är en insektsart som beskrevs av Rehn, J.A.G. och H.J. Grant Jr. 1959. Phrynotettix robertsi ingår i släktet Phrynotettix och familjen Romaleidae.

## Underarter
Arten delas in i följande underarter:
- P. r. robertsi
- P. r. absonus